# 波拉茨克區
波拉茨克區，或译波洛茨克区，是白俄羅斯的一個區，位於該國北部，屬於維捷布斯克州的一部分，面積3,137.78平方公里，2014年人口109,016，人口密度每平方公里7.59人。